# Östra Fågelholmsören
Östra Fågelholmsören är en ö i Åland (Finland). Den ligger i Skärgårdshavet och i kommunen Brändö i landskapet Åland, i den sydvästra delen av landet. Ön ligger omkring 76 kilometer nordöst om Mariehamn och omkring 210 kilometer väster om Helsingfors.
Öns area är 2,1 hektar och dess största längd är 350 meter i sydöst-nordvästlig riktning.